# Tikhoretsk
Tikhoretsk (tiếng Nga: Тихорецк) là một thành phố Nga. Thành phố này thuộc chủ thể Krasnodar Krai. Thành phố có dân số 65.005 người (theo điều tra dân số năm 2002). Đây là thành phố lớn thứ 243 của Nga theo dân số năm 2002. Dân số qua các thời kỳ: